# Rejon miedwieński
Rejon miedwieński (ros. Медвенский район) – jednostka administracyjna wchodząca w skład obwodu kurskiego w Rosji.
Centrum administracyjnym rejonu jest osiedle typu miejskiego Miedwienka.

## Geografia
Powierzchnia rejonu wynosi 1080,15 km².
Graniczy z rejonami: bolszesołdatskim, kurskim, oktiabrskim, sołncewskim i pristieńskim (obwód kurski).
Głównymi rzekami są: Rieut (48 km nurtu w rejonie), Połnaja (30 km), Mładać (16 km), Rieutiec (16 km), Lubacz (16 km) i Miedwienka (13 km).

## Historia
Rejon powstał w roku 1928, ale w 1963 zlikwidowano go, a jego terytorium weszło w skład rejonu obojańskiego. Rejon miedwieński przywrócono w roku 1970.

## Demografia
W 2018 rejon zamieszkiwało 16 474 mieszkańców, z czego 4366 na terenach miejskich.

## Podział administracyjny rejonu
W skład rejonu wchodzi: 1 osiedle miejskie i 9 osiedli wiejskich (sielsowietów) – 147 miejscowości.
| Osiedla miejskie:  | Centrum administracyjne | Pozostałe miejscowości | Liczba mieszkańców | Powierzchnia (km²) |
| ------------------ | ----------------------- | ---------------------- | ------------------ | ------------------ |
| osiedle Miedwienka | Miedwienka              | –                      | 4191               | 8,18               |

| Sielsowiety (osiedla wiejskie): | Centrum administracyjne | Pozostałe miejscowości | Liczba mieszkańców | Powierzchnia (km²) |
| ------------------------------- | ----------------------- | --- | ------------------ | ------------------ |
| Amosowski                       | Amosowka                | 1-ja Andriejewka, 2-je Pietropawłowskije Wysiełki, 2-ja Andriejewka, Bieriezowyj, Bolszaja Władimirowka, Curikowo, Łucznia, Małaja Władimirowka, Osinowyj, Pietropawłowka, Rożdiestwienka, Sadowyj, Spartak, Strielica, Szatowka, Wasiliewka                                                                                   | 1089               | 67,53              |
| Czermosznianski                 | Niżnij Dubowiec         | 2-ja Rożdiestwienka, Andriejewka, Budy, Czermosznoje, Klenowoje, Leonowka, Mokryj, Nowaja Aksionowka, Osinowyj, Rożdiestwienskoje, Trubackoje, Wierchnij Dunajec, Wysznij Dubowiec, Zaikin, Znamienka, Znamienskij | 1341               | 164,72             |
| Gostomlanski                    | 1-ja Gostomla           | 1-je Plesy, 2-je Plesy, 2-ja Gostomla, Aleksandrowka, Biełyj Kołodieź, Błagodatnoje, Glebowo, Domra, Iwanowka, Krasnowka, Lipnik, Piesocznoje, Samsonowo, Swidnoje, Stiep, Tarasowo | 1053               | 127,30             |
| Kitajewski                      | 2-ja Kitajewka          | 1-je Nikolskoje, 1-ja Kitajewka, 2-je Nikolskoje, Barybin, Gubanowka, Dienisowka, Jegorow, Krasnoje, Kuwszynowka, Łubianka, Lubimowka, Lubickoje, Masłowka, Mozdok, Niżniaja Kamyszewka, Nowosielediebnyj, Połnyj, Razbiegajłowka, Rajchutor, Romanowka, Szumowka, Wierchniaja Kamyszewka, Zielonaja Stiep, Zybowka            | 1271               | 152,00             |
| Niżnierieutczanski              | Niżnij Rieutiec         | Aleksandrowka, Bliżnij, Bolszaja Radina, Iljiczowskij, Kosiłow, Krasnaja Now, Krasnaja Polana, Monastyrskij, Organizacyja, Pietrowka, Sadowyj, Sołomykowskije Dwory, Taniejewka | 1196               | 105,95             |
| Panikinski                      | Paniki                  | Draczоwka, Krasnyj Kut | 1271               | 73,00              |
| Paninski                        | 1-je Panino             | 2-je Panino, Czapłygin Łog, Czerniczenskije Dwory, Nikołajewka, Oriesznoje, Paninskij, Tarusowka, Wysokonskije Dwory | 1641               | 83,88              |
| Wysokski                        | Wysokoje                | 1-ja Pieriewierziewka, 2-ja Pieriewierziewka, Andrianowka, Kondratjewka, Kondratjewskije Wysiełki, Konstantinowka, Leninskaja Iskra, Swiridow, Spasskije Wysiełki, Spasskoje, Spokojewka, Worobża, Zwiagincewo | 1515               | 124,35             |
| Wysznierieutczanski             | Wierchnij Rieutiec      | 1-j Lipowiec, 2-j Lipowiec, Gachowo, Goliewka, Gorki, Iwanowka, Kartaszowka, Korieniewka, Kofanowka, Krasnyj Maj, Kurasy, Lubacz, Miercałowka, Pokrowskij, Polana, Ptina, Pustoje, Rieutczanskij, Rożnowka, Riazancewka, Sriednij, Stiep, Stiep, Stiep-Chmielewoje, Szyrokoje, Wanino, Zajegorjewskij, Zamaleńkij, Zwiagincewo | 1449               | 173,24             |